# Église Notre-Dame-de-l'Assomption de Vieulaines
L'église Notre-Dame-de-l'Assomption de Vieulaines est située dans le hameau de Vieulaines sur le territoire de la commune de Fontaine-sur-Somme dans le département de la Somme, à une quinzaine de kilomètres à l'est d'Abbeville.

## Historique
L'église de Vieulaines a été construite au XVIe siècle. Elle est protégée au titre des monuments historiques, avec inscription par arrêté du 27 décembre 1974.
À sa construction, l'église était couverte de chaume. En 1742, une couverture en tuiles est mise en place. Des ardoises remplacent les tuiles vers 1840 .
Dépendance du château, chapelle faisant partie du domaine seigneurial, elle devient église paroissiale du hameau de Vieulaines.
Au cours de la Seconde Guerre mondiale, les habitants de Fontaine, privés de leur église, s'en sont servis de refuge.

## Caractéristiques
L'église est construite en pierre et surmontée d'un clocher quadrangulaire recouvert d'ardoises.
À l'intérieur, des fragments de vitrail, un ange avec les instruments de la passion, les fonts baptismaux du XVIe siècle et un tableau du XVIIIe siècle sont protégés depuis 1985.
Des blochets finement sculptés ainsi que des abouts de poinçons ont été retrouvés au cours des travaux en 2025.

## Galerie

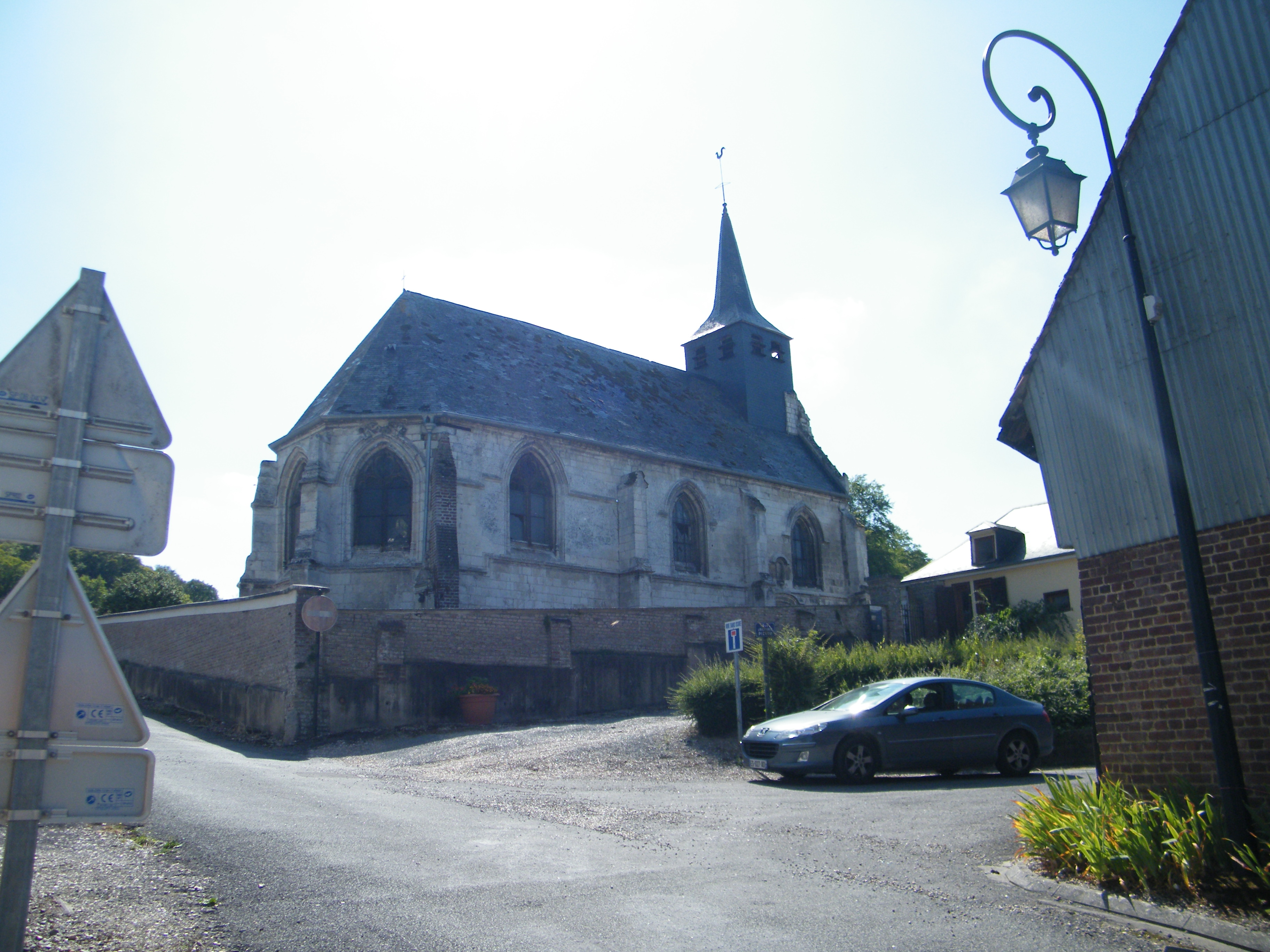
Côté nord.
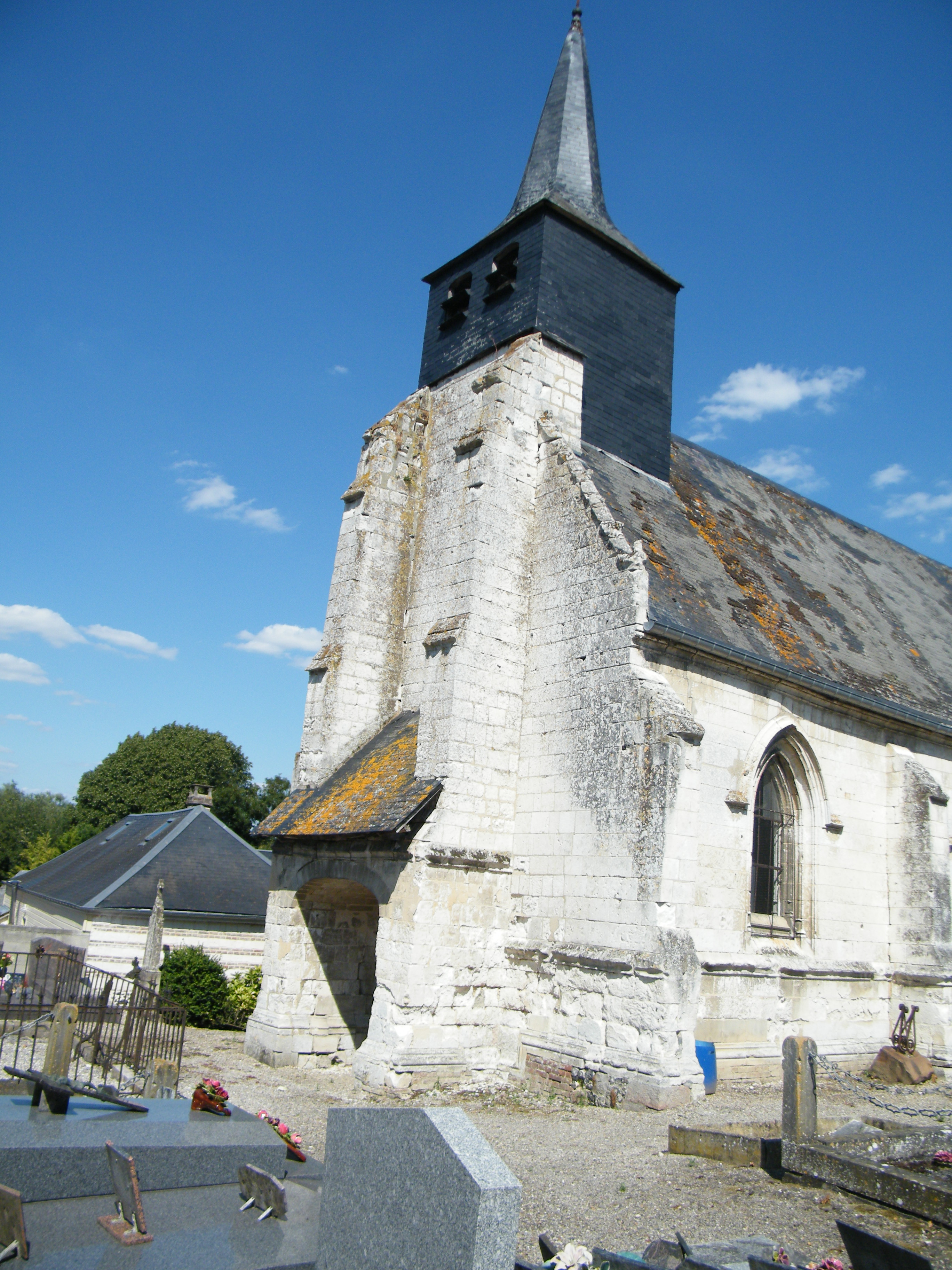
Vue du clocher.